# Eriksgata

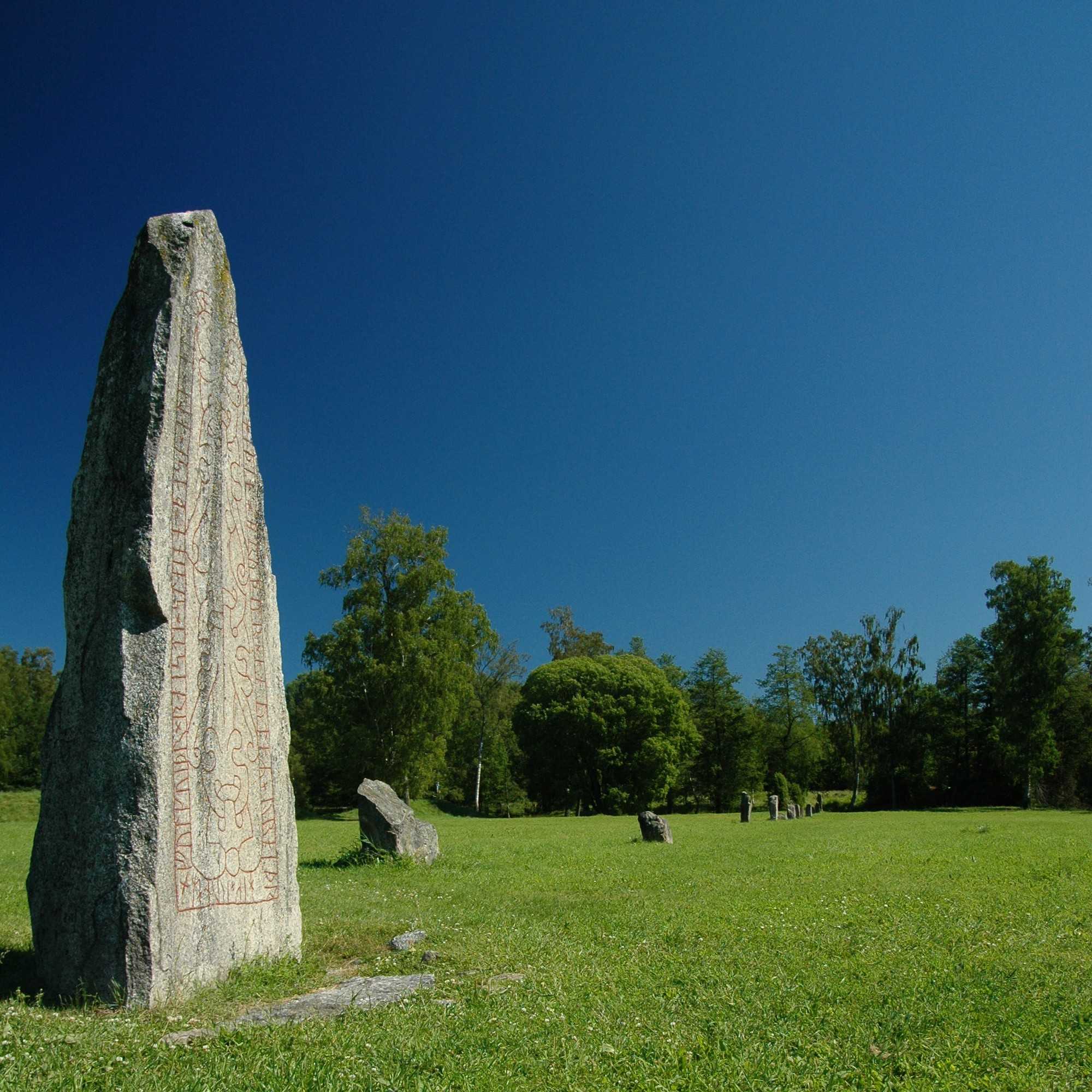
Bei Anundshög zeigt eine Steinreihe den Verlauf der Eriksgata an

Als Eriksgata wird die Reise bezeichnet, mit der sich die am Stein von Mora neu gewählten schwedischen Könige des Mittelalters bestätigen ließen. 

## Funktion
Sie durchquerten dabei die verschiedenen Provinzen des Landes und wurden von den Vorstehern der regionalen Gerichtsbarkeit anerkannt. Gleichzeitig erhielten der neue König und sein Gefolge das Recht auf Versorgung durch die zahlreichen so genannten Königsgutshöfe (kungsgårdar), welche über das ganze Land verteilt waren.
Die Reise war vor allem wichtig, da anfänglich bei der Königswahl am Stein von Mora nur Vertreter aus dem zentralen Svealand anwesend waren und so eine Bestätigung durch die anderen Regionen ausstand. Die Reise verlor schrittweise an Bedeutung, nachdem im 14. Jahrhundert Vertreter aus fast allen Provinzen Schwedens zur Königswahl kamen.

## Geschichte
Wann diese Sitte entstand, ist heute nicht bekannt. Möglicherweise handelte es sich ursprünglich um die Route, die der Wagen der Fruchtbarkeitsgöttin bei seiner jährlichen Rundfahrt über das Land nahm. Es wird auch vermutet, dass sich der Verlauf der Reiseroute im Laufe der Zeit veränderte. Eine frühe Beschreibung findet sich im Werk Gesta Danorum von Saxo Grammaticus. Detaillierte Dokumentationen existieren erst ab dem 14. Jahrhundert. So beschreibt ein Landesgesetz von Magnus II. die Eriksgata auf folgende Weise:
„Nun soll der König seine Eriksgata reiten, und Männer des Landes sollen ihm folgen …, so dass er beschützt und sicher ist … Und der König soll jedem Landesteil und jeder Gerichtsbarkeit versprechen, dass er ihnen gegenüber alle seine Eide einhalten wird, welche er in Uppsala geschworen hat, wo er zuerst zum König wurde.
Nun soll er mit der Sonne durch sein Land reiten. Und die, welche in der Gerichtszone von Uppsala wohnen, sollen ihm folgen bis nach Strängnäs.“
Im Gesetzestext folgte eine Beschreibung der Reise über Södermanland, Östergötland, Småland, Västergötland, Närke und Västmanland zurück nach Uppsala. Der Text setzt fort:
„So ist der König gesetzmäßig zu Land und Reich gekommen und ist die Eriksgata geritten. Er ist nun gewählt, wie es das Gesetz vorschreibt, und hat mit Eiden und Worten seinem Land und seinen Landsleuten das erbracht, was er ihnen schuldig war, und diese ihm, was sie ihm schuldig waren.“
Nach der Rückkehr von der Eriksgata wurde der neue König im Dom von Uppsala durch den Erzbischof gekrönt. Nach Gustav Wasa, der die erbliche Thronfolge einführte, hatte die Eriksgata nur noch symbolischen Charakter. Der letzte König, der die Eriksgata laut den alten Gesetzen durchführte, war Karl IX. (1550–1611).

## Moderne Form
König Gustav VI. Adolf hat regelmäßige Rundreisen des Königs durch das Land wieder eingeführt und diese auch als „Eriksgata“ bezeichnet. Diese Rundfahrten werden auch oft mit dem königlichen Salonwagen und der Eisenbahn absolviert.